# フランソワーズ・ドルト
フランソワーズ・ドルト（Francoise Dolto、1908年11月6日 - 1988年8月25日）は、フランスの精神分析家。
パリ生まれ。パリ大学医学部卒業。トゥルーソー病院で診療を行う。児童精神分析の分野で多くの著書を残した。無意識における身体イメージの理論で有名。1976年からラジオの育児相談番組に回答者として出演したことで知られる。『少女時代』は自身の少女時代を回顧した本。

## 生涯
パリ１６区のブルジョワ家庭に生まれる。アイルランド人の乳母に身辺の世話をされた。カトリックの、保守的な教育環境で育つ。母親の反対を押し切りリセ・モリエールで哲学の学位をとり、１９３０年、看護士の資格を取る。フロイト派の医師レナ・ラフォーグに素養を見出され、精神科医になることを勧められる。フランスで最初に子供のための精神医療を学んだひとりとなる。
子供の無意識に耳を傾ける修練を積み、ラカンのもとで学ぶ。
1942年結婚。
1979年子供のための家「グリーンハウス」を創設する。
1988年肺線種のため死去。

## 理論、功績
- 子供はひとりの立派な人間である、という考え方。
- 子供のジェスチャー、外見、それらすべてに意味があり、物語っている。
- 子供はうそをつくことができず、常に真実を語っている。
- 身体の無意識イメージ。子供の描く絵は、実は自分の身体のことを語っている。身体の状態の、報告である。
- ロブスターコンプレックス理論。思春期の危機は必要なステップであり、熟慮すべきである。子供は新たなものを獲得するために、自分の皮を壊す。脆弱で攻撃的になり、それ以前に内側にはらんでいたさまざまな矛盾点を一気に吐き出すため、配慮が必要である。

## 著書
1971	『少年ドミニクの場合―ある精神分析医の面接ノート』（Ｆ・ドルト）		平凡社、1975	
1977	『欲望の世界―精神分析に照らした福音書』1（ジェラール・セヴェラン共著）		勁草書房、1985
　〃	『欲望への誘い―精神分析に照らした福音書』2（ジェラール・セヴェラン共著）		勁草書房、1985	
　〃	『子どもが登場するとき―分析医の心理相談』1・2・3		みすず書房、1981・1982・1984
	　　『ドルト先生の心理相談 1 赤ちゃんこそがお母さんを作る』		みすず書房、2002
	　　『ドルト先生の心理相談 2 ほんとうのお父さんがいたのよ』		みすず書房、2002
	　　『ドルト先生の心理相談 3 子どものことは子どもの責任で』		みすず書房、2002
1981	『無意識の花人形―子どもの心的障害とその治療』		青山社、2004	
1982	『問題親をもつ子どもの本』		白水社、1984（フランソワーズ・ドルトー、ジャンヌ・ヴァンデンブルック共著）	
1984	『無意識的身体像―子供の心の発達と病理』1・2		言叢社、1994	
1986	『少女時代』		みすずライブラリー、1996
1987	『子どもの無意識』		青土社、1994